# Беларусь (кинотеатр, Брест)
Кинотеатр «Беларусь» — кинотеатр в городе Бресте, расположенный по ул. Советская, 17. Построен в 1977 году по проекту архитекторов Р. Шилая, инженеры В. Самцова, С. Мартынова.
Реконструкция была завершена зимой 2001 года. Три зала — Большой, Малый и VIP, цифровое оборудование, показ фильмов в формате 3D. Зал «Большой» рассчитан на 496 посадочных мест, в том числе 88 посадочных мест — диванных, 156 VIP-мест. «Малый» зал поддерживает формат 3D, рассчитан на 232 посадочных места, в том числе 28 диванных, 104 VIP-места, 100 стандартных мест. Новые кресла и диваны были установлены в июне 2017 года. Зал «VIP» поддерживает формат 3D, имеет 20 диванных посадочных мест.

## Архитектура
Трехэтажное здание кинотеатра является частью ансамбля новостройки по ул. Советская. Сохранившееся шестиугольное здание хоровой синагоги XIX века является основой её объемной композиции, вокруг которого возводятся стены с высокими остекленными плоскостями (кроме дворовой части, где выполнены подконструкции). На 1-м этаже вестибюль кассы свободно перетекает в вестибюль малого зала на 400 мест. В фойе большого зала на 900 мест ведут 2 лестницы на 2-й этаж. На 3 этаже расположены технические помещения, кинопроекционный комплекс. При строительстве кинотеатра использовались прогрессивные конструкции и новые материалы — ажурные железобетонные каркасы, веерообразные потолочные балки, гончарные трубы. В вестибюле панельное отопление, в холлах установлены кондиционеры.
Гранит и мрамор используются для внутренней отделки. В вестибюле 2 этажа, на торцевой стене, ограничивающей пространство вестибюля справа,декоративная композиция «Беларусь» в технике сграффито (художник И. Крупский). В центре композиции женская фигура, окруженная аллегорическими образами, изображающими прошлое, настоящее и будущее региона. Панель выполнена в сине — сером цвете. В 2-х полукруглых нишах фойе расположены витражи (художники М. Климов и Ю. Николаев).